# Özkan Yıldırım
Özkan Yıldırım (Sulingen, 10 aprile 1993) è un calciatore tedesco, centrocampista dell'Adana 01.

## Carriera

### Club
Esordisce in Bundesliga nella stagione 2012-2013, nella quale gioca 8 partite senza mai segnare. In quattro stagioni, tutte al Werder Brema, gioca in totale 20 partite in questa categoria. Gioca poi per due stagioni nella seconda divisione tedesca, rispettivamente con le maglie di Fortuna Düsseldorf ed Eintracht Braunschweig, per un totale di 32 presenze e 2 reti in questa categoria.
Nel 2020, dopo circa due anni di inattività, va in Turchia, dove gioca nelle serie minori locali.

### Nazionale
A partire dal 2008 ha giocato diverse partite amichevoli con le varie nazionali giovanili tedesche, fino all'Under-21, con cui nel 2013 ha giocato anche tre partite di qualificazione agli Europei di categoria.

## Statistiche

### Presenze e reti nei club
Statistiche aggiornate al 15 dicembre 2013.
| Stagione        | Squadra         | Campionato | Campionato | Campionato | Coppe nazionali | Coppe nazionali | Coppe nazionali | Coppe europee | Coppe europee | Coppe europee | Altre coppe | Altre coppe | Altre coppe | Totale | Totale |  |
| Stagione        | Squadra         | Comp       | Pres       | Reti       | Comp            | Pres            | Reti            | Comp          | Pres          | Reti          | Comp        | Pres        | Reti        | Pres   | Reti   |  |
| --------------- | --------------- | ---------- | ---------- | ---------- | --------------- | --------------- | --------------- | ------------- | ------------- | ------------- | ----------- | ----------- | ----------- | ------ | ------ |  |
| 2012-2013       | Werder Brema    | BL         | 8          | 0          | CG              | 0               | 0               |               |               |               |             |             |             | 8      | 0      |  |
| 2012-2013       | Werder Brema    | BL         | 9          | 0          | CG              | 1               | 0               |               |               |               |             |             |             | 10     | 0      |  |
| Totale carriera | Totale carriera |            | 18         | 0          |                 | 1               | 0               |               |               |               |             | -           | -           | 19     | 0      |  |